# Divize C 1984/1985
V soubojích 20. ročníku České divize C 1984/85 se utkalo 14 týmů dvoukolovým systémem podzim–jaro. Tento ročník začal v srpnu 1984 a skončil v červnu 1985.

## Nové týmy v sezoně 1984/85
Z 2. ligy – sk. A 1983/84 sestoupilo do Divize C mužstvo TJ Náchod. Z krajských přeborů ročníku 1983/84 postoupilo vítězné mužstvoTJ Slovan Elitex Liberec "B" ze Severočeského krajského přeboru. Také sem bylo přeřazena mužstva TJ EMĚ Mělník, TJ Jiskra Nový Bor a TJ Slavoj Vyšehrad z Divize B a TJ Spartak Choceň z Divize D. Navíc sem byly zařazeny juniorské týmy prvoligových týmů TJ Sparta ČKD Praha a ASVS Dukla Praha.

## Výsledná tabulka
| Poř. | Tým                           | Z  | V  | R  | P  | VG | OG  | B  |
| ---- | ----------------------------- | -- | -- | -- | -- | -- | --- | -- |
| 1.   | ASVS Dukla Praha junioři      | 30 | 18 | 10 | 2  | 85 | 31  | 46 |
| 2.   | TJ Sparta ČKD Praha junioři   | 30 | 15 | 8  | 7  | 81 | 45  | 38 |
| 3.   | TJ EMĚ Mělník                 | 30 | 13 | 8  | 9  | 42 | 50  | 34 |
| 4.   | TJ Spartak Choceň             | 30 | 13 | 6  | 11 | 52 | 36  | 32 |
| 5.   | TJ Slavoj Vyšehrad            | 30 | 13 | 6  | 11 | 49 | 43  | 32 |
| 6.   | TJ Náchod                     | 30 | 14 | 4  | 12 | 53 | 56  | 32 |
| 7.   | TJ Slovan Elitex Liberec "B"  | 30 | 11 | 8  | 11 | 41 | 37  | 30 |
| 8.   | TJ BSS Brandýs nad Labem      | 30 | 10 | 10 | 10 | 41 | 43  | 30 |
| 9.   | TJ Spartak BS Vlašim          | 30 | 10 | 10 | 10 | 29 | 34  | 30 |
| 10.  | TJ Meteor Praha 8             | 30 | 12 | 5  | 13 | 43 | 52  | 29 |
| 11.  | TJ Transporta Chrudim         | 30 | 13 | 3  | 14 | 39 | 49  | 29 |
| 12.  | TJ Lokomotiva Trutnov         | 30 | 9  | 9  | 12 | 39 | 48  | 27 |
| 13.  | SK Sparta Kutná Hora          | 30 | 9  | 8  | 13 | 39 | 47  | 26 |
| 14.  | TJ Spartak Hradec Králové "B" | 30 | 8  | 10 | 12 | 37 | 502 | 26 |
| 15.  | TJ Jiskra Nový Bor            | 30 | 10 | 5  | 15 | 44 | 53  | 25 |
| 16.  | TJ Kolora Semily              | 30 | 6  | 2  | 22 | 30 | 68  | 14 |

Poznámky:
- Z = Odehrané zápasy; V = Vítězství; R = Remízy; P = Prohry; VG = Vstřelené góly; OG = Obdržené góly; B = Body

|  | Postup do 3. ligy – sk. A 1985/86                |
|  | Sestup do příslušného oblastního přeboru 1985/86 |